# سهيل ساندو
سهيل ساندو هو لاعب كرة قدم كندي في مركز الهجوم، ولد في 5 يناير 1991 في أمريتسار في الهند. شارك مع منتخب كندا تحت 17 سنة لكرة القدم. أما مع النوادي، فقد لعب مع Whitecaps FC 2 ‏.

## وصلات خارجية
- سهيل ساندو على موقع قاعدة بيانات كرة القدم.إي يو (الإنجليزية)
- سهيل ساندو على موقع Soccerway.com (الإنجليزية)